# 綾川町ふれあい運動公園
綾川町ふれあい運動公園（あやがわちょうふれあいうんどうこうえん）は香川県綾歌郡綾川町にある運動公園である。綾川町B&G綾上海洋センター（あやがわちょうびーあんどじーあやかみかいようせんたー）が併設されている。

## 概要
当運動公園は綾川町の南部、綾川と国道377号のすぐ南に位置している。合併前の旧綾上町時代の1985年より綾上町の地域スポーツの核・「綾上町ふれあい運動公園」としてキャンプ場やテニスコート及び野球場等が整備された。また、併せて当運動公園に隣接して、ブルーシー・アンド・グリーンランド財団（B&G財団）により「綾上町B&G海洋センター」として体育館、屋内プールも建設された。2006年に綾上町が綾南町と合併した後は、綾川町に管理が引き継がれ「綾川町ふれあい運動公園」及び「綾川町B&G綾上海洋センター」となり現在に至る

## 施設
- 野球場 - 11905m2（両翼92m、センター120m、夜間照明、電光掲示板、外野芝生、排水完備）
- テニスコート - 夜間照明設備付オイルサンド仕上げコート5面
- 多目的広場 - 8170m2（ハンドボール4面、サッカー1面、ソフトボール2面、ゲートボール8面）
- キャンプ場 - 4690m2（水道、キャンプファイヤー設備）
- 体育館
  - アリーナ - 734m2（バレーボール2面、バスケットボール1面、バドミントン3面）
  - 武道場 - 476m2（卓球台、レスリングマット）
  - ミーティングルーム - 62m2
- 屋内プール
  - 幼児用 - 60m2（水深 0.50m）
  - 一般用 - 325m2（水深1.10m、25m×6コース）

事務室
- 香川県綾歌郡綾川町山田下3694-1（海洋センター内）
- 休館日：毎週月曜日及び12月28日から1月4日

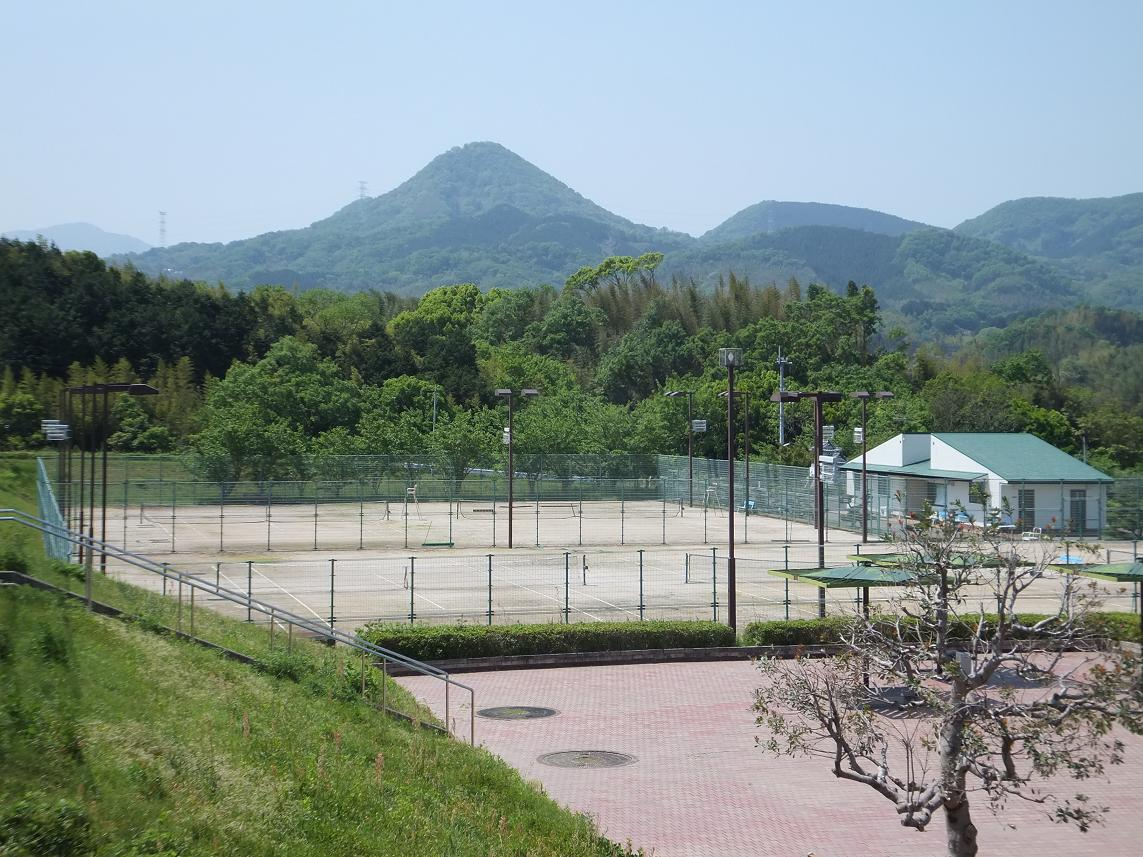
テニスコート
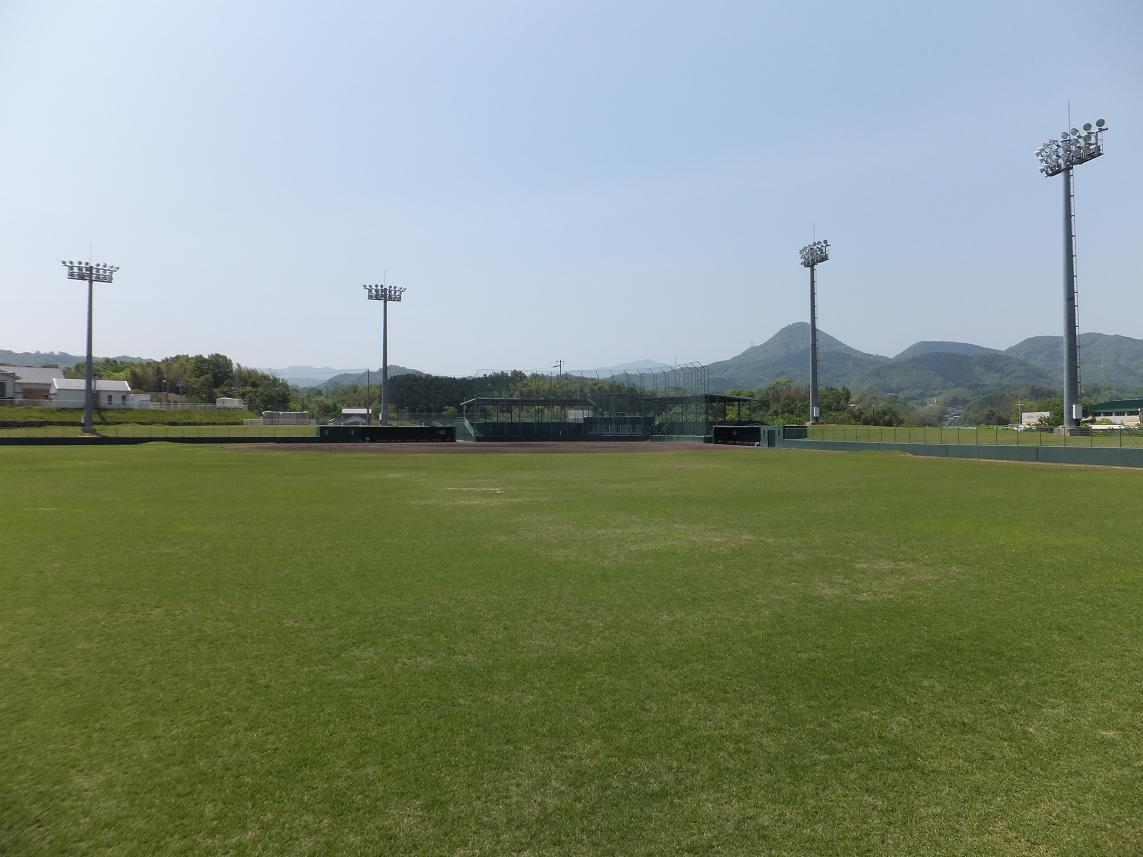
野球場
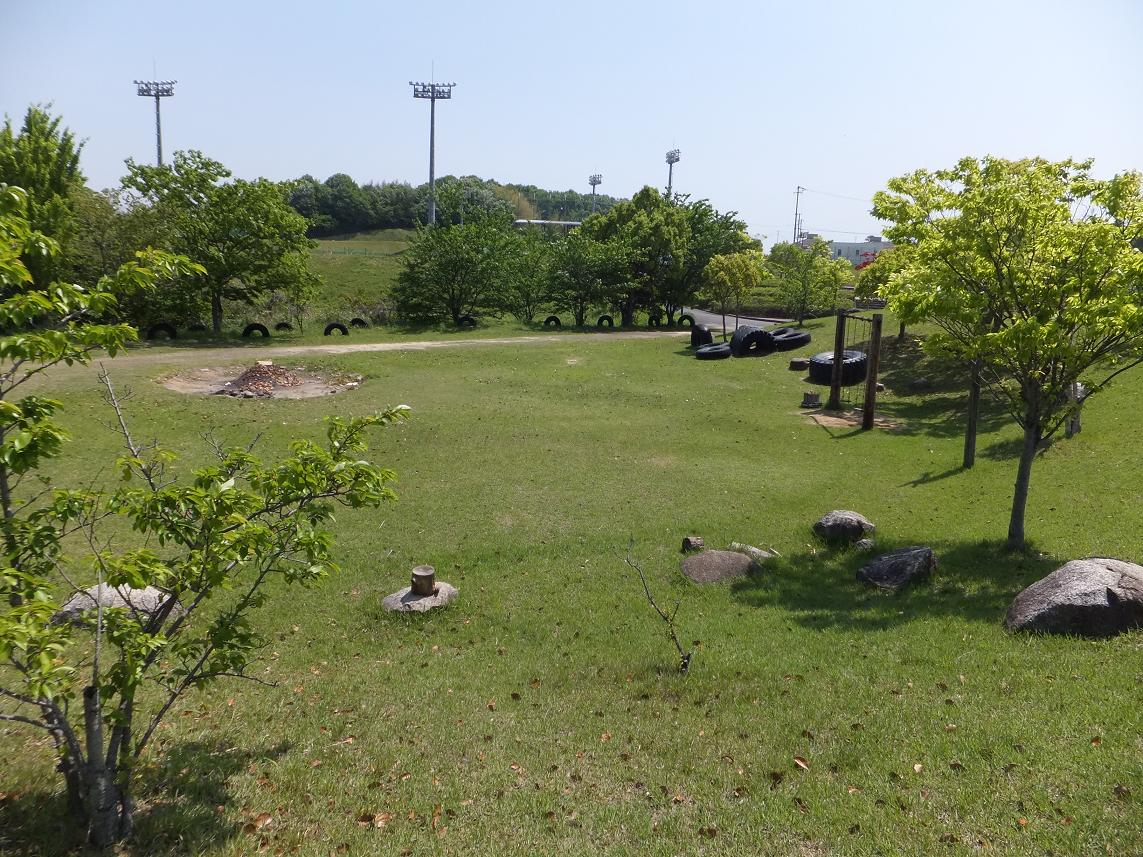
キャンプ場

## 開催競技会・イベント
- 東四国国体ハンドボール競技成年女子の部
- 綾川町サマーフェスティバル

## 周辺
- 綾川町役場綾上支所
- 綾川町商工会館
- もみじ温泉

## アクセス
- 高速道路 - 最寄IC、高松自動車道府中湖スマートIC（ETC必要）
- 鉄道 - ことでん陶駅から徒歩25分